# مطار موتوكو
مطار موتوكو (بالإنجليزية: Mutoko Airport) (إيكاو: FVMT)  هو مطار يخدم موتوكو، وهي مدينة تقع في مقاطعة ماشونالاند الشرقية ، زيمبابوي . ويقع المطار جنوب غرب المدينة ويمتلك مدرج بطول 6 كيلومتر (3.7 ميل)

## روابط خارجية
- مطار موتوكو
- مطاراتنا - موتوكو[وصلة مكسورة]
- OpenStreetMap - موتوكو